# Référendum néo-zélandais de 1995
Le référendum néo-zélandais de 1995 est un référendum d'initiative citoyenne, ayant eu lieu le 2 décembre 1995. Il porte sur les réductions d'effectifs chez les pompiers. La question exacte du référendum est : "Should the number of professional firefighters employed full time in the New Zealand Fire Service be reduced below the number employed on 1 January 1995?", qui pourrait être traduit en : Est ce que le nombre de pompiers professionnels à temps complet dans le New Zealand Fire Service devrait être réduit sous les effectifs du 1er janvier 1995 ? 

## Référendum
Le référendum a eu une participation de 26,96 % avec 652 394 de votes comptabilisés pour un corps électoral de 2 419 958 de personnes. 12,18 % des votants ont répondu oui à la question posée, soit 79 475 personnes, alors que 87,82 % ont répondu négativement, soit 572 919 personnes. Le référendum étant un référendum initiative citoyenne, le gouvernement n'est pas contraint d'appliquer son résultat. Les modifications juridiques proposées n'ont pas été mises en œuvre. Le nombre de sapeur-pompiers est passé de 1 819 en 1995 à 1 573 en 1998 pour remonter à 1 702 en 2009.